# 분카 방송
분카 방송(일본어: 文化放送 분카호소[*])은 일본의 도쿄도에 있는 방송사이다. 1952년 3월 1일 간토광역권의 중파 라디오 방송국으로 개국했다.

## 개요
- 개국 이후 1954년까지 NCB라는 약칭을 사용했으나 54년 이후 콜사인 끝에서 따온 QR을 이용하고 있다.
- 원래는 가톨릭수도원「성파울로 수도회」가, 가톨릭 포교를 목적으로 1951년 설립한 재단법인 「일본문화방송 협회」였다가 1956년 주식회사로 바뀌었다.
- 교재전문 출판사 오분샤가 경영에 관여한 적이 있어서 심야에 교육 프로그램을 방영하던 때가 있었다.
- 후지산케이 그룹의 일원이지만 분카방송과 여러 산하기업을 소유한 분카방송그룹이 산케이그룹에 포함되지 않는 경우도 있어서 후지산케이 그룹 계열사가 사용하는 '눈마크'를 사용하지 않는다.
- 주파수 1134KHz는 KBS 제3라디오와 똑같은 주파수라서 일본 내에서 두 방송이 혼신이 되는 문제가 있다.
- 한국의 문화방송은 분카방송에서 이름을 따왔다.

## 연혁
- 가톨릭 수도회 「성파울로 여자 수도회」는 파울로·말세리노 신부(성파울로 수도회 일본 관할구역장)의 제안으로 매스 미디어에 의한 가톨릭 포교를 목적으로 방송국의 설치를 계획했고 일본 전파법 5조에 저촉하지 않게 말세리노 신부는 일본으로 귀화했다.
- 1948년 12월 - 체신성(옛 우정성의 전신)전파국에, 「재단법인 세인트 폴 방송협회」( 「세인트 폴」은 성파울로의 영어식 발음)의 설립 허가를 신청.
- 1949년 - 도쿄도 신주쿠 구에 구사옥 건축 개시.사옥에는 성당도 설치되었다.
- 1951년 1월 - 전파 감리 위원회에 「무선국 면허 신청서」를 제출하지만 전파 감리 위원회가 종교방송에 난색을 나타냈기 때문에 도쿄 라디오 센터, 라디오 도도와의 면허 신청 일원화를 감리위원회에 권고받았다.
- 1951년 2월 13일 - 「재단법인 일본문화방송 협회」로 협회명 개칭
- 1951년 4월 21일 - 예비 면허 교부.
- 1951년 12월 - 사이타마현 가와구치시 송신소 부지내에 수도원이 설치되었다(1952년말 폐쇄).
- 1952년 3월 31일 - 오전 5시 30분부터 일본에서 9번째로 도쿄에서 2번째로 중파라디오 본방송 개시.주파수 1310kc, 출력 10kW로 방송을 시작했으며 일본민방에서는 드물게 「대학 수험 라디오 강좌」 등 라디오 교육 프로그램 방송이 교육출판사로 알려진 오분샤가 광고를 지원하면서 시작되었다.
- NHK에서 축출당한 공산당 지지자들을 대량 채용한 것이 원인이되어 방송 개시 직후부터 항상 노동쟁의가 일어나게 되었고 이 때문에 분카방송의 경영상태가 악화되어 성파울로 수도회는 나중에 경영에서 손을땠다.
- 1953년 8월 15일 - 주파수를 1130kc로 변경.
- 1954년 3월 31일 - 방송출력을 10kW에서 50kW로 증력.
- 1956년 2월 14일 - 주식회사 분카방송에 방송사업권이 인계되었다.
- 1957년 - 도쿄 지구의 텔레비전 면허 할당 계획에 따라 닛폰 방송과 공동으로 후지 TV를 설립했다.그때부터 닛폰 방송이나 후지 TV와의 제휴 관계가 현재까지 계속되고 있으며 1967년 후지산케이 그룹을 같이 조직한다.
- 1965년 - 닛폰방송등과 공동으로 전국민방라디오 31사를 가맹국으로 하는 NRN 발족.
- 1967년 4월 3일 - 24시간 방송 개시(닛폰방송에 이어 2번째).
- 1971년 11월 - 방송출력을 50kW에서 100kW로 증력.
- 1978년 11월 23일 - ITU(국제 전기통신 연합)의 결정으로 주파수가 9kHz 대역으로 나뉘면서 이 날 오전 5시부터 주파수를 1134 kHz로 변경.
- 1992년 3월 15일 - 오전 9시부터 AM스테레오 방송 본방송을 개시.
- 1995년 4월 2일 - 대주주의 오분샤가 스폰서를 맡고 있는 「대학 수험 라디오 강좌」가 방송 종료.
- 2000년 12월 1일 - 분카방송이 방송을 맡은 BS후지의 BS디지털 라디오 채널 「BSQR489」방송 개시.
- 2001년 - 20% 정도 보유하고 있던 후지 텔레비전 주식 대부분을 외부에 매각하고 주식을 판 돈으로 오분샤가 가지고 있던 모든 자사주식을 구입하면서 오분샤와 절연했다.(이 때 주식을 사고 남은 돈은 신사옥 건설 자금으로 사용되었다).
- 2003년 10월 10일 - 일본 디지털 라디오 추진 협회가 디지털 라디오 실험 방송을 개시하면서 그 시험채널 중 하나인 DigiQ+N 93 을에프엠 넥파이브와 TV아사히와 공동으로 제작 개시(TV아사히는 그 후 철퇴).
- 2005년 9월 16일 - 팟캐스팅서비스, 「Podcast QR」 개시.
- 2006년 3월 31일 - BS후지의 BS디지털라디오 사업정리에 따라 「BSQR489」 방송 종료.
- 2007년 4월 2일 - DigiQ+N 93의 이름을 UNIQue the RADIO로 변경
- 2012년 2월 6일 - AM 스테레오 방송 종료.
- 2014년 9월 3일 - 총무성에서 FM 보완중계국 예비면허 부여. 주파수 91.6MHz, 출력 7kW.
- 2015년 10월 5일 - FM 보완 방송 시험 전파 발사 시작
- 2015년 12월 7일 - 총무성에서 FM 보완 중계국 본 면허 부여. 이 날 오후 1시부터 FM 보완 방송 시작

## 주파수
| 송신소               | 주파수  | 출력  | 콜사인 | 비고                                                     |
| -------------------- | ------- | ----- | ------ | -------------------------------------------------------- |
| 가와구치 송신소      | 1134kHz | 100kW | JOQR   | 구 사옥부지에 건설된 아파트에 출력 1Kw 비상송신소가 있다 |
| 스미다 FM 보완중계국 | 91.6Mhz | 7kw   | -      | AM 방송국과 동시방송                                     |

## 방송계열 사업자
- 에프엠 넥파이브
- TV 사이타마
- TV 아사히
- TV 도쿄
- 니혼TV

## 도쿄도에 있는 다른 방송국

### 텔레비전 방송국
- NHK 방송 센터(라디오 겸영)
- 도쿄 방송(TBS)(JNN 중심방송국, 라디오는 현재 TBS 라디오 & 커뮤니케이션즈로 분사화)
- TV 아사히(EX)(ANN 중심방송국)
- 후지 TV(CX)(FNN·FNS 중심방송국)
- 닛폰 TV 방송망(NTV)(NNN·NNS 중심방송국)
- TV 도쿄(TX)(TXN 중심방송국)
- 방송대학학원(독립 텔레비전 방송국,민간 비영리 방송국)
- TOKYO MX(독립 텔레비전 방송국)

### 라디오 방송국
- 닛폰 방송(LF, NRN 계열)
- TBS 라디오 & 커뮤니케이션즈(TBS, JRN 계열)
- FM도쿄(JFN 계열, 도쿄도만 방송구역)
- J-WAVE(JAPAN FM LEAGUE 계열, 도쿄도만 방송구역)
- FM인터웨이브(MegaNet 계열, 도쿄도 주변 일부지역이 방송구역에 포함)